# バタフライ (Smile.dkの曲)
「バタフライ」（“Butterfly”）は、スウェーデン出身の女性デュオSMiLE.dkの楽曲。1998年に発表されたBEMANIシリーズの一つである音楽ゲーム『Dance Dance Revolution』（通称：ダンレボ、DDR）に収録されたり、1999年に同ゲームのPlayStation用ソフトのCMソングとして起用されたことがきっかけで知名度が上がり、グループの代表曲の一つとなった。同年7月23日には、今楽曲が収録された同名のアルバムが発売された（後述）。
イントロで箏が使われたり、冒頭部分で「アイヤイヤイ（Ay,ay,ay,）」といった掛け声含め、「Where's my Samurai」（私のサムライ（恋人といった意味で）はどこにいるの?）などといった日本をイメージし、サムライを探すため日本に来た主人公自らをバタフライ（蝶）と例えた歌詞が特徴となっている楽曲である。

## アルバム『バタフライ』
『バタフライ』（“Butterfly”、原題: Smile）は、日本の1998年7月23日にワーナーミュージック・ジャパンから発売された、スウェーデン出身の女性デュオSMiLE.dkの1作目のアルバム及び表題曲のタイトル。海外では本来のグループ名である『Smile』（スマイル）というセルフタイトルで発売されており、ジャケットにもそのように記載されている。

### 収録曲
| 全作詞・作曲: ロバート・ウールマン（プロデュース: ロビン・レックス）。 |                                                                 |                                                          |                                                          |      |
| #                                                                      | タイトル                                                        | 作詞                                                     | 作曲・編曲                                               | 時間 |
| 1.                                                                     | 「バタフライ（“Butterfly”）」                                   | ロバート・ウールマン （プロデュース: ロビン・レックス ） | ロバート・ウールマン （プロデュース: ロビン・レックス ） | 2:57 |
| 2.                                                                     | 「ココナッツ（“Coconut”）」                                     | ロバート・ウールマン （プロデュース: ロビン・レックス ） | ロバート・ウールマン （プロデュース: ロビン・レックス ） | 3:24 |
| 3.                                                                     | 「スウィート・セニョリータ（“Sweet Senorita”）」                | ロバート・ウールマン （プロデュース: ロビン・レックス ） | ロバート・ウールマン （プロデュース: ロビン・レックス ） | 3:10 |
| 4.                                                                     | 「ミドル・オブ・ザ・ナイト（“Middle Of The Night”）」           | ロバート・ウールマン （プロデュース: ロビン・レックス ） | ロバート・ウールマン （プロデュース: ロビン・レックス ） | 3:23 |
| 5.                                                                     | 「チック・タック（“Tic Toc”）」                                 | ロバート・ウールマン （プロデュース: ロビン・レックス ） | ロバート・ウールマン （プロデュース: ロビン・レックス ） | 3:01 |
| 6.                                                                     | 「ゲット・アウト（“Get Out”）」                                 | ロバート・ウールマン （プロデュース: ロビン・レックス ） | ロバート・ウールマン （プロデュース: ロビン・レックス ） | 3:12 |
| 7.                                                                     | 「ボーイズ（“Boys”）」                                          | ロバート・ウールマン （プロデュース: ロビン・レックス ） | ロバート・ウールマン （プロデュース: ロビン・レックス ） | 3:05 |
| 8.                                                                     | 「Mr.ワンダフル（“Mr.Wonderful”）」                             | ロバート・ウールマン （プロデュース: ロビン・レックス ） | ロバート・ウールマン （プロデュース: ロビン・レックス ） | 3:15 |
| 9.                                                                     | 「ノック・ノック（“Knock Knock”）」                             | ロバート・ウールマン （プロデュース: ロビン・レックス ） | ロバート・ウールマン （プロデュース: ロビン・レックス ） | 3:15 |
| 10.                                                                    | 「コム・シ・コム・サ（“Comme Si Comme Sa”）」                   | ロバート・ウールマン （プロデュース: ロビン・レックス ） | ロバート・ウールマン （プロデュース: ロビン・レックス ） | 3:03 |
| 11.                                                                    | 「ハッピー・イン・ラヴ（“Happy In Love”）」(ボーナス・トラック) | ロバート・ウールマン （プロデュース: ロビン・レックス ） | ロバート・ウールマン （プロデュース: ロビン・レックス ） | 3:27 |
| 合計時間:                                                              | 合計時間:                                                       | 35:12                                                    |                                                          |      |

楽曲解説
1. バタフライ（“Butterfly”）
前記の通りグループの代表曲。今アルバムの表題曲でありミュージック・ビデオも制作されている。
2. ココナッツ（“Coconut”）
3. スウィート・セニョリータ（“Sweet Senorita”）
4. ミドル・オブ・ザ・ナイト（“Middle Of The Night”）
5. チック・タック（“Tic Toc”）
6. ゲット・アウト（“Get Out”）
7. ボーイズ（“Boys”）
後の1999年に稼働されたBEMANIシリーズの音楽ゲーム『Dance Dance Revolution 2ndMIX』及び同年発売のPlayStation用ソフト『Dance Dance Revolution 2ndReMIX』に収録されている。
8. Mr.ワンダフル（“Mr.Wonderful”）
今アルバムのもう一つのリードトラックとしてミュージック・ビデオが制作されている[動画 1]。1999年に稼働され、2000年に家庭用として発売されたPlayStation用音楽ゲーム『Dance Dance Revolution 3rdMIX』に収録されている。
9. ノック・ノック（“Knock Knock”）
10. コム・シ・コム・サ（“Comme Si Comme Sa”）
11. ハッピー・イン・ラヴ（“Happy In Love”）
日本盤ボーナストラック。

### 動画
1. ↑  Smile DK - Mr Wonderful (Official Music Video) - YouTube